# Trois-Ponts
Trois-Ponts är en kommun i Belgien.   Den ligger i provinsen Liège och regionen Vallonien, i den östra delen av landet, 120 km öster om huvudstaden Bryssel. Antalet invånare är 2 501.
I omgivningarna runt Trois-Ponts växer i huvudsak blandskog. Runt Trois-Ponts är det ganska glesbefolkat, med 38 invånare per kvadratkilometer.